# Appât
Pour les articles homonymes, voir Appât (homonymie).

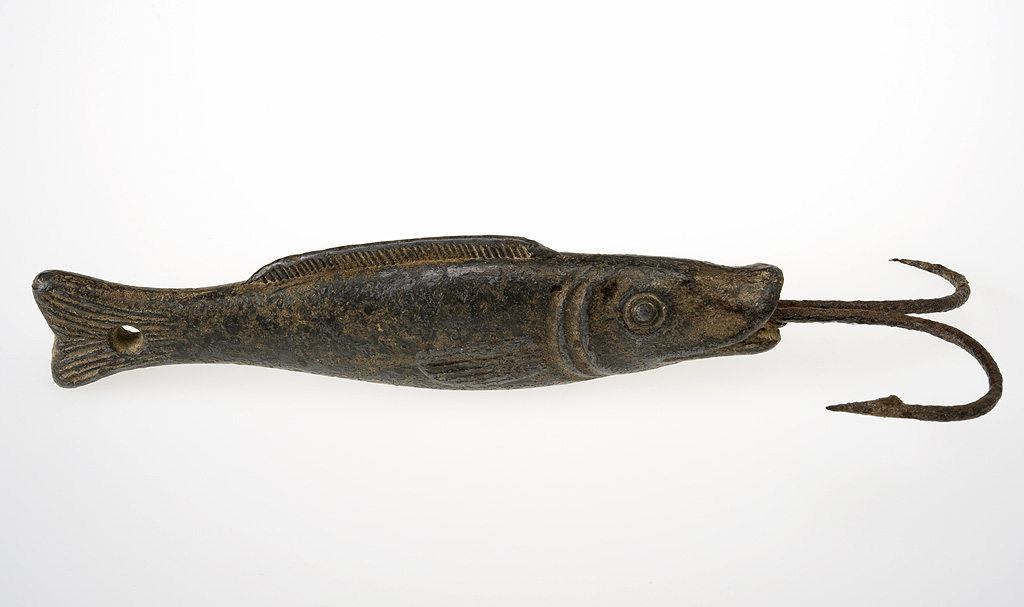
Leurre en forme de poisson utilisé par les Terre-neuvas pour la pêche à la morue au XIXe siècle.

Un appât est une nourriture mise pour attirer un animal afin soit de le  chasser, de le  pêcher, de le piéger, de l'empoisonner ou de l'endormir.

## Pêche

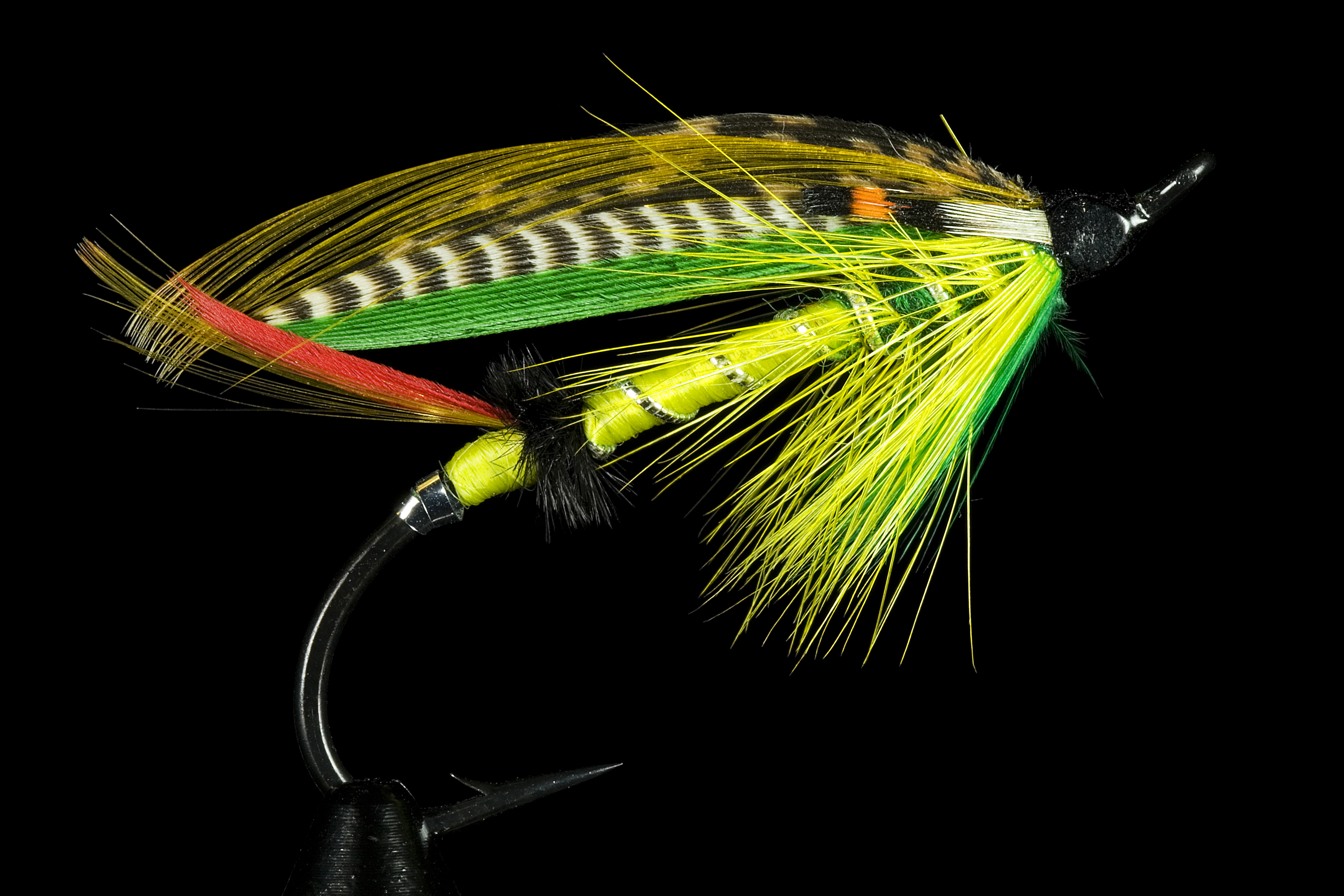
Exemple de leurre Green Highlander, utilisé pour la pêche au saumon

Un appât de pêche est une substance naturelle ou artificielle utilisée pour attirer les poissons dans le but de les capturer. Il peut s’agir de proies réelles comme des vers, des insectes ou des petits poissons, ou de leurres imitant ces proies. Les appâts sont choisis en fonction de l’espèce ciblée, du milieu (eau douce ou mer), des conditions de pêche et des préférences locales.

### Types d'appâts

#### Appâts naturels
Les appâts naturels regroupent une grande variété de produits d’origine animale ou végétale :
- Vers de terre (dures rouges, dendrobènes, etc.)
- Larves (asticots, teignes, vers de vase)
- Poissons vifs ou morts (ablettes, lançons, maquereaux)
- Crustacés et mollusques (crevettes, crabes, coquillages)
- Appâts marins spécifiques (bibis, mourons, jumbos rouges)

Certains pêcheurs utilisent aussi du pain, du maïs ou d'autres appâts végétaux pour des espèces comme la carpe ou le gardon.

#### Appâts artificiels
Les appâts artificiels sont généralement appelés leurres. Ils imitent visuellement et/ou par leur mouvement les proies naturelles. On distingue plusieurs types :
- Leurre souple
- Leurre dur (poisson-nageur)
- Cuiller tournante ou ondulante
- Jigs, spinnerbaits, etc.

Ces leurres sont souvent utilisés en pêche sportive ou en no-kill car ils permettent de relâcher le poisson dans de bonnes conditions.

### Utilisation selon le type d’eau
- En eau douce, les appâts naturels comme les vers, les teignes et les asticots sont souvent utilisés pour la truite, le brochet, le sandre ou le black bass.
- En mer, on privilégie les appâts résistants comme les bibis, les mourons ou les vers marins pour résister au courant et attirer les sparidés, bars, dorades, etc.

### Conservation et distribution
Certains appâts vivants doivent être conservés au frais et dans des conditions spécifiques (oxygénation, substrat humide, température stable). Pour faciliter leur accès, des distributeurs automatiques d'appâts vivants ont vu le jour dans plusieurs régions de pêche. Ces machines permettent aux pêcheurs de se procurer des vers, des asticots ou des teignes à toute heure.

## Chasse
Pour appâter des fauves, on utilise des animaux pouvant servir de proie à l'animal, par exemple un agneau, qui présente l'avantage d'être léger à transporter et d'émettre des cris pour appeler sa mère.